# Solastafetten
Solastafetten var en studentstafett som sprangs första gången 1968. Arrangörer var Göteborgs Studenters IF och Karlstad Studenters IF och loppet sträckte sig de 25 milen mellan de båda städerna, uppdelat på 25 till 31 stafettsträckor på 3-18 km vardera.
Loppet lockade som mest 120 lag i mitten av 70-talet. 1998 sprangs den sista Solastafetten i Sverige efter att Göteborgsstudenterna hoppat av arrangemanget på grund av vikande intresse 
Efterföljare har skapats ute i Europa, Batavierenrace i Holland och Sola-Stafette i Schweiz. Traditionen lever vidare i Schweiz som inspirerades av Sverige och grundade ”SOLA Stafette” 1974. Idag är SOLA Stafette Schweiz största studentidrottsevenemanget med runt 10 000 deltagare.